# Алтунбай, Мухаммед
Мамед Алтунбай или Мухаммед Алтунбай (азерб. Məmməd Altunbay; тур. Mehmet Altunbay) — военный и гражданский пилот азербайджанского происхождения, участник Гянджинского восстания, один из представителей азербайджанской эмиграции.

## Биография
Мамед Ибрагим оглы в 1911-м году родился в Гяндже (Елизаветполе). Его отец был родом из села Гарамусалы, был известен в народе как Дервишоглу Гачаг Ибрагим, вёл борьбу против "царской" России. Его мать звали Бейим. Из-за ранней кончины отца, он вынужден был одновременно и работать, и учиться. В 1926 году после окончания средней школы в Гяндже, поехал вместе с братом в Баку на учёбу в лицее, где они также совмещали это с работой. Они с братом были активными корреспондентами газет "Yeni Yol" и "Kommunist". Накануне выпуска из лицея, в Баку открылась авиационная школа. Мамед, не упустив эту возможность, сдав экзамен и пройдя медицинское обследование, был принят в авиационную школу
Позже Алтунбай поступает в Одесское высшее военно-воздушное училище. Выполняет пилотскую деятельность во многих регионах СССР, трижды награждается почётными грамотами. Однако, происходящие в Азербайджане репрессии и большевистская жестокость становятся причиной начала его тайной деятельности против режима.
"… С группой товарищей мы вместе начали тайную деятельность против большевистской тирании… Многие мои боровшиеся товарищи были расстреляны. Вместе с 22 выжившими товарищами мы решили бежать из коммунистического ада. Но когда мы захотели осуществить наш план, мы подверглись нападению. В столкновении 14 наших товарищей погибли".
Выжившие уезжают в различные места чтобы скрыть свои следы. Именно поэтому, 3 других пилота придумывают иной план. Украв советский самолёт, полететь прямиком к свободе. Пересекавших границу пилотов пограничники обстреливают. Они вынужденно садятся в Иране. В Иране, несмотря на их просьбы, их не передают Турции, 9 месяцев держат в Тебризской тюрьме. В Тегеране, люди желающие поработать на коммунистов, в частности, желающие извлечь свою пользу полицейские Тегерана, захотели сдать их. К тому времени, иранскому шаху было подано несколько нот о возвращении заложников в Советский Союз, но по какой-то причине шах настаивал не возвращать их. Находящийся тогда в Тегеране бывший бухарский секретарь и в последнее время, наладивший Алтунбаю и его товарищам тайные связи с турецким посольством Осман Коджаоглу, узнал о решении иранской полиции через посольство и сообщил им. После получения этой вести они решили укрыться в турецком посольстве, чего бы это не стоило. Когда группа реализовывала план побега, один из товарищей был убит коммунистами на улице. Той ночью, 2 товарища при помощи турецкого посольства сбежали из Тегерана. Убегая, они приняли меры на случай захвата коммунистическими отрядами, поэтому порвали все документы указывающие на советскую принадлежность. Спустя короткий промежуток времени они действительно были застигнуты одним коммунистом. У них были только документы указывающие на утерю паспорта. Солдаты, поверив этому, отпустили Алтунбая и его спутника. После восьминедельных страшных опасностей, борьбы за жизнь в горах, голода в лесах, жажды, оказавшись в Багдаде они обросли и нечем не отличались от бездомных.
Благодаря помощи турецкого посла Сахиба Илькина они получили возможность эмигрировать, но направляясь в путь они были задержаны английскими офицерами на Багдадской маленькой телеграфной железнодорожной станции, будучи подозреваемыми как шпионы пятого немецкого полка. Англичане засомневались в документах от турецкого посольства, регулярно в течение недели избивая и пытая их, снова доставили пару в Багдад. После того как Алтунбай с товарищем месяц с половиной подвергались пыткам, приказом командира багдадского английского гарнизона они были приговорены к смерти. Ожидая расстрела в неизвестной части Багдада, жёсткая критика от турецкого посла Сахиба Илькина, узнавшего о состоянии пойманных, как по отношению к командиру английского гарнизона, так и к главе МИД Ирака не только спасла их от расстрела, но и дала возможность укрыться в Турции. Таким образом, после стольких трудностей в 1941 году Алтунбай прибыл в Турцию.

В эмиграционном документе Мамеда Алтунбая написано:
- Фамилия: Алтунбай
- Место эмиграции: Россия
- Религия: Ислам
- Будущее место жительства: Элязыг
- Раса: Тюрк
- Родной язык: Тюркский
- Дата прибытия: 20.10.1941
- Место рождения: Азербайджан, Гянджа
- Семейное положение: Женат
- Профессия: преподаватель авиации

В эмиграционном документе указано, что Алтунбай прибыл один. Документ использовался как метрика до 25.05.1943. На документе есть фотография Алтунбая. Выдано Алтунбаю 29.05.1942. По документу становится ясно, что Алтунбаю отказывалась помощь из-за его статуса эмигранта. Алтунбай по прибытии принимает решение продолжить пилотскую карьеру. В 1943 году с этой целью он обращается к управляющему главного штаба. Его отправляют в авиационное училище Эскишехира. Успешно сдав экзамены, он получает пилотскую лицензию. В период с 1945-1960 работает пилотом в турецких авиалиниях. В этот период начинается публикация его мемуаров. В период 1953-1954 годов в Стамбуле в газетах "Hürriyyet" и "Yeni Seher", в течение 8-9 месяцев он публикует мемуары с заголовками - "Как тюркский пилот Мамед Алтунбай сбежал из России" и "Увиденное мною в аду". В 1960-1963 годах сотрудничает с азербайджанским отделением американского радио "Свобода" находящимся в Центральной Европе. В 1963 году возвращается в Турцию.
В это время Алтунбай снимает фильм о своей жизни:
"Переписав свои воспоминания в сценарий, я презентовал его председательству глав.штаба. 6 декабря 1966 года в результате проверки, приказом глав.штаба была одобрена съёмка фильма "Камера 501" как полезного для национального и морального воспитания вооруженных сил Турции. При близкой помощи покойного Джамала Турала паши, моя жизнь в коммунистическом аду была снята при участии офицеров нашей славной армии; Айтен Кёкчер, Джунейт Кёкчер, и других известных артистов государственного театра."
Фильм набрал 6 миллионов просмотров. В это же время он публикует детские воспоминания "Враг идёт".
Алтунбай, стремясь разоблачить коммунизм, выступил в 33 городах на 180 конференциях. Распространял культуру тюркских народов, в частности - азербайджанцев, узбеков, уйгуров и мадьяров-венгров. Приехав в Турцию, он женился на женщине, принадлежащей роду Тифтикчизаде из Анкары. Алтунбай участвовал в создании Азербайджанской Культурной Ассоциации.